# Zygmunt Hohenzollern (arcybiskup magdeburski)
Zygmunt Hohenzollern (ur. 2 grudnia 1538 w Berlinie, zm. 14 września 1566) – arcybiskup Magdeburga od 1552 roku i biskup Halberstadt od 1557 roku.

## Życiorys
Był synem Joachima II, elektora brandenburskiego, i jego drugiej żony Jadwigi Jagiellonki, córki polskiego króla Zygmunta I Starego.
26 października 1552 roku został wybrany arcybiskupem Magdeburga; jako taki był następcą swojego przyrodniego brata Fryderyka. W 1554 roku otrzymał od papieża Juliusza III zgodę na objęcie arcybiskupstwa w tak młodym wieku.
W 1557 roku został biskupem Halberstadt.
Jego wuj Zygmunt II August, król Polski i wielki książę litewski, rozważał możliwość powierzenia mu korony po swojej śmierci. Zygmunt Hohenzollern zmarł jednak przed swoim wujem, przez co osadzenie go na polskim tronie pozostało jedynie w sferze planów.